# Bahnhof Sursee

Der Bahnhof Sursee ist ein Bahnhof der Schweizerischen Bundesbahnen in der luzernischen Gemeinde Sursee. Er liegt an der Bahnstrecke Olten–Luzern und ist Ausgangspunkt der Sursee-Triengen-Bahn, auf welcher der Personenverkehr jedoch seit 1971 eingestellt ist.

## Geschichte
1856 wurde die Strecke Aarau–Olten–Emmenbrücke der Schweizerischen Centralbahn (SCB) mit einem Bahnhof in Sursee eröffnet. Zugsverbindungen nach Luzern gab es ab 1859. 2000 bis 2002 wurden die Wärterstellwerke des Bahnhofs Sursee ausser Betrieb genommen und von einem Verein lokal Interessierter ins nicht mehr genutzte Bahnhofsgebäude von Brittnau-Wikon gebracht, wo seither ein Erlebnisbahnhof  existiert. Am 23. November 1912 wurde Sursee zu einem Bahnknotenpunkt, als die normalspurige Sursee-Triengen-Bahn nach Triengen eröffnet wurde. Der Personenverkehr auf dieser Strecke wurde jedoch 1971 wieder eingestellt, die Strecke wird heute noch von Museumszügen und Güterzügen der SBB Cargo befahren. Eine Reaktivierung steht zur Diskussion. Einen Meilenstein erlebte der Bahnhof mit der Einführung der S-Bahn Luzern und der Bahn 2000. Die Anzahl Zugsverbindungen wurde erhöht, zudem erhielt der Bahnhof im Jahr 2006 ein drittes Gleis.

## Empfangsgebäude und Anlage

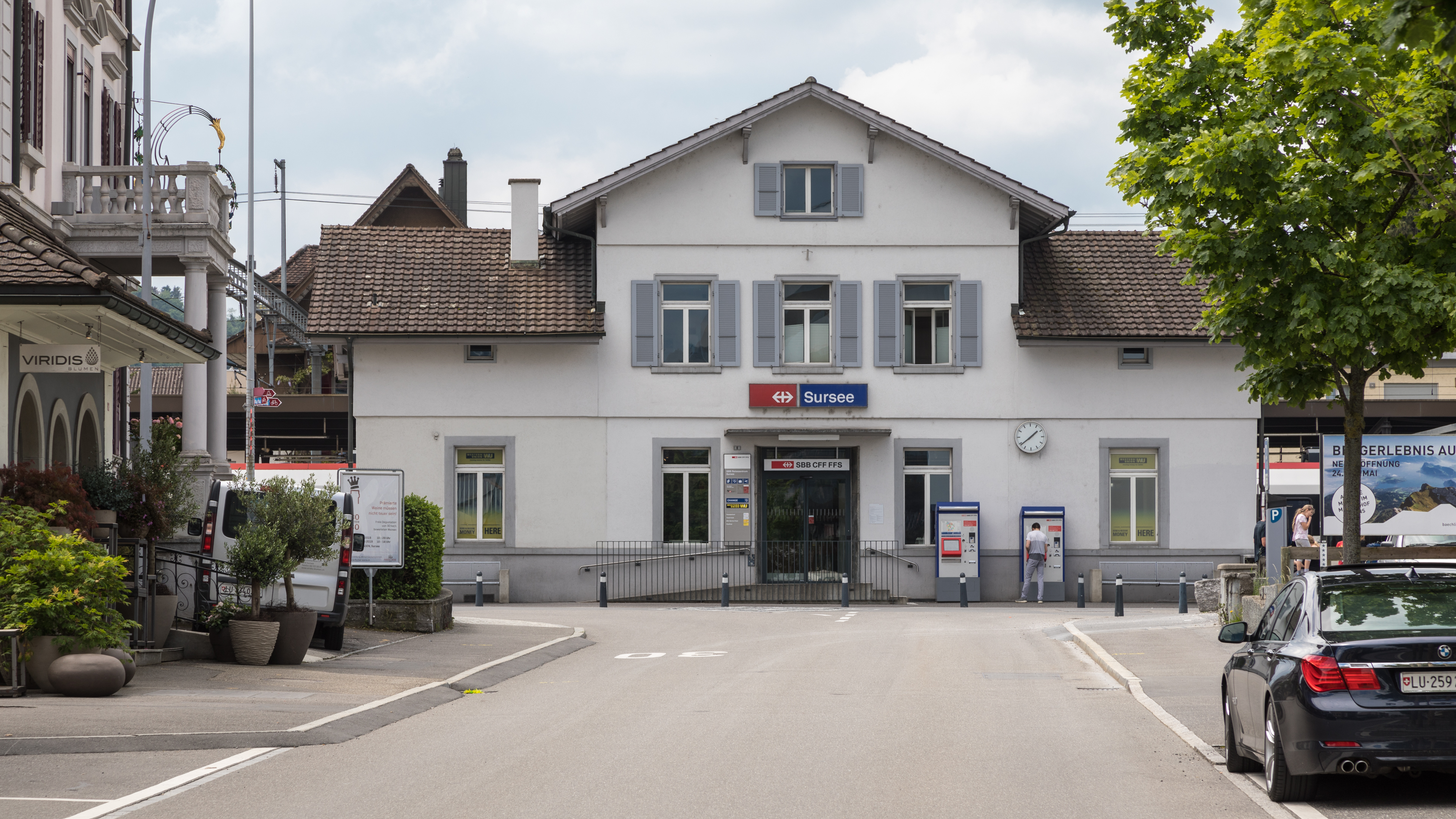
Bahnhof Sursee, Strassenseite (2019)

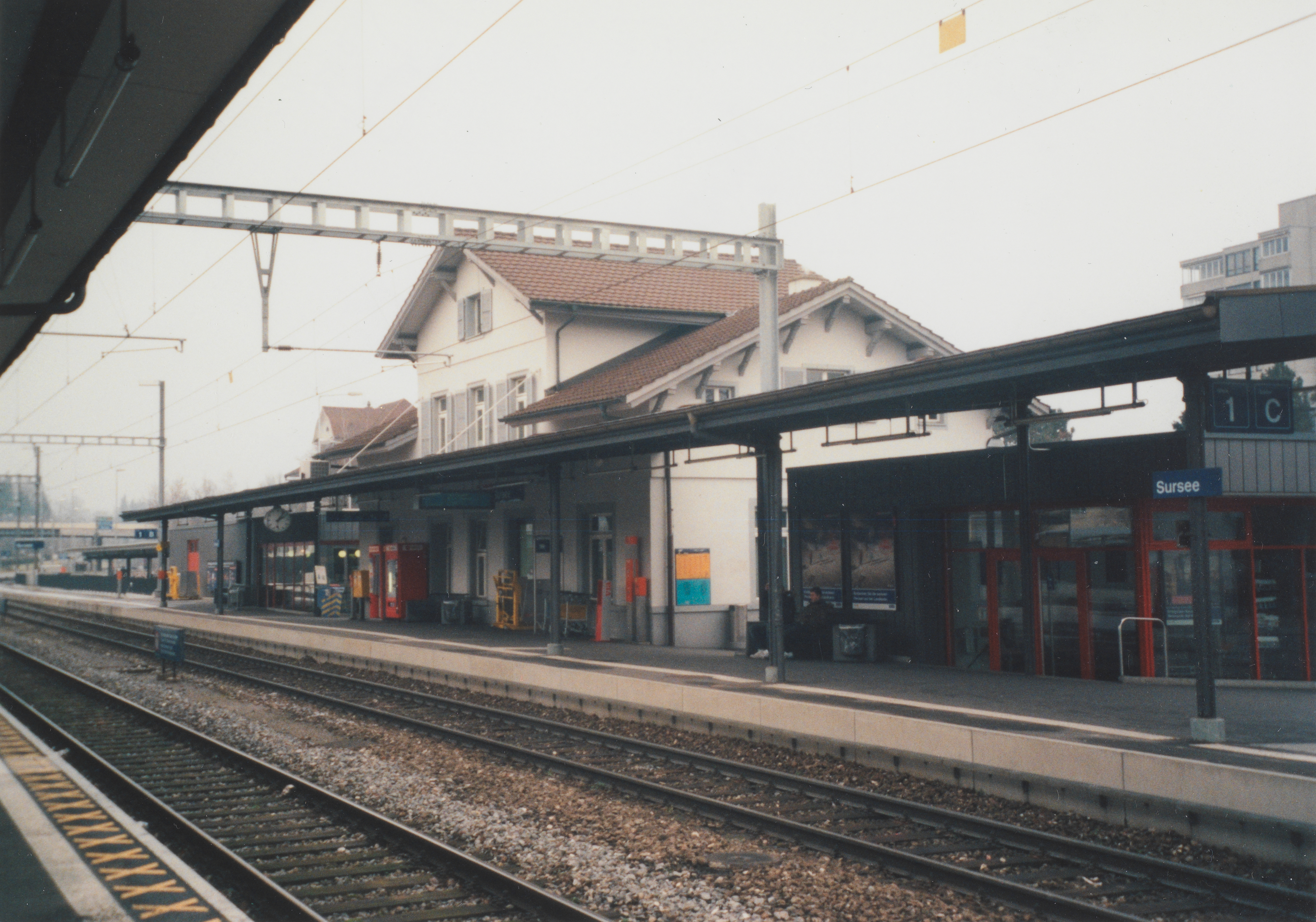
Stationsgebäude, Bahnseite (2008)

Das Empfangsgebäude ist relativ einfach und wurde in den vergangenen Jahrzehnten mit Annexbauten ergänzt, die mit ihren roten und grauen Fassaden in einem Kontrast zu den weissen Wänden des Hauptgebäudes stehen. Der Bahnhof an sich umfasst drei Gleise, zudem befinden sich im Bahnhofsgebiet und den angrenzenden Industrieanlagen etliche Anschlussgleise für diverse angesiedelte Unternehmen, beispielsweise der Fenaco. Das Gleis 1 liegt am Seitenbahnsteig mit dem Empfangsgebäude, die Gleise 2 und 3 bilden einen Mittelbahnsteig, wobei das Gleis 3 erst seit 2006 in Betrieb ist. Die Gleise 1 und 3 dienen dem Durchfahrtsverkehr Zofingen–Luzern, das Gleis 2 dient den in Sursee endenden Zügen und ist gleichzeitig von den S-Bahnen aus Olten und Luzern belegt, die aus fahrplantechnischen Gründen seit 2008 in Sursee gebrochen werden.

## Verkehr
Sursee ist halbstündlicher Fernverkehrshalt und Regionalverkehrsknoten, zahlreiche Buslinien binden das Umland ans Schweizerische Eisenbahnnetz an. Gemessen an seiner Funktion ist der Bahnhof Sursee hinter dem Luzerner Bahnhof der zweitwichtigste des Kantons.

### Fernverkehr
Die beiden Fernverkehrslinien bilden zwischen Zofingen und Luzern einen exakten Halbstundentakt, also auch für den Bahnhof Sursee.
- 15 Genève-Aéroport – Lausanne – Bern – Luzern
- 27 Basel SBB – Olten – Luzern

Bis 2008 hielten auch Züge in Sursee, die via Gotthard ins Tessin verkehrten, bis 2005 auch die internationalen Züge nach Italien.

### Regionalverkehr
Der Bahnhof wird von zwei S-Bahn-Linien und einem RegioExpress bedient, wobei die Züge der S1 halbstündlich und diejenigen der S29 und des RE stündlich verkehren.
- RE 24 Luzern – Olten
- S 1 Baar – Rotkreuz (– Luzern – Sursee)
- S 29 (Sursee –) Zofingen – Aarau – Turgi

### Busverkehr
Es verkehren insgesamt 12 Buslinien vom Bahnhof Sursee in die umliegenden Dörfer. 4 Linien werden von der Rottal Auto AG betrieben, die restlichen 8 von PostAuto AG. In den Nächten Freitag/Samstag und Samstag/Sonntag verkehren zudem zwei Nachtbuslinien, eine von und nach Luzern, die andere ab Sursee in Richtung Wauwil/Nebikon/Dagmersellen.
- Linie 62 Sursee — Nottwil — Buttisholz — Ruswil

- Linie 63 Sursee — Ettiswil — Willisau Käppelimatt

- Linie 65 Sursee — Oberkirch — Nottwil Oberdorf

- Linie 66 (Willisauer Express) Sursee — Ettiswil — Willisau

- Linie 81 Sursee — Schenkon — Rickenbach — Beromünster

- Linie 82 Sursee — St. Erhard — Knutwil — Uffikon — Dagmersellen

- Linie 83 Sursee — (St. Erhard — Knutwil) Büron — Schlierbach — Etzelwil

- Linie 84 Sursee — Schenkon — (Bäch —) Eich — Sempach

- Linie 85 Sursee — Büron — Triengen — Schöftland

- Linie 86 Sursee, Spital — Sursee, Bahnhof — Campus Sursee

- Linie 87 (Möischter Express) Sursee — Schenkon — Beromünster

- Linie 399 Sursee — Schenkon — Rickenbach — Reinach — Beinwil am See

- N6 Luzern — Neuenkirch — Sempach — Eich — Schenkon — Sursee

- N61 Sursee — Mauensee — St. Erhard — Wauwil — Schötz — Nebikon — Dagmersellen — Uffikon — Knutwil — Sursee

## Zukunft
Die Reaktivierung des Personenverkehrs der Sursee–Triengen-Bahn wird in Betracht gezogen, eine Machbarkeitsstudie prüft die Integration der Strecke ins Luzerner S-Bahnnetz, entweder als Verlängerung der S1 oder der S29, wobei bei letzterer eine Spitzkehre im Bahnhof Sursee vonnöten wäre, die S29 aber eine längere Standzeit im Bahnhof aufweist als die S1. Für diesen Schritt wären im Bahnhof Sursee Umbauarbeiten an der Gleisanlage auszuführen.
Bis Ende 2024 soll ein neuer Busbahnhof entstehen sowie eine Umgestaltung und Aufwertung des Bahnhofplatzes realisiert werden. Weiter ist ein neuer Standort für «Park and Ride», «Kiss and Ride» und für Taxis geplant. Der Bahnhofplatz soll zudem für den Durchgangsverkehr gesperrt werden.
Mittelfristig gesehen soll auch die Personenunterführung ausgebaut werden. Langfristig soll ein viertes Gleis entstehen und eine dritte Personenunterführung im Bereich des Haselwartweges (südlich des Bahnhofs) gebaut werden. 
Wann die Bauarbeiten für den neuen Busbahnhof beginnen sollen, ist noch nicht bekannt.